# Rin Kubo
Rin Kubo (jap. 久保 凛, Kubo Rin; * 20. Januar 2008 in Kushimoto) ist eine japanische Mittelstreckenläuferin, die sich auf die 800-Meter-Distanz spezialisiert hat und aktuell Inhaberin des Landesrekordes ist.

## Sportliche Laufbahn
Erste internationale Erfahrungen sammelte Rin Kubo im Jahr 2024, als sie bei den U20-Weltmeisterschaften in Lima in 2:03,31 min den sechsten Platz über 800 Meter belegte. Im Jahr darauf verbesserte sie in Fukuroi den japanischen Landesrekord auf 2:00,28 min und löste damit Miho Sugimori als Rekordhalterin ab. Ende Mai gewann sie bei den Asienmeisterschaften in Gumi in 2:00,42 min die Silbermedaille hinter der Chinesin Wu Hongjiao.
2024 wurde Kubo japanische Meisterin im 800-Meter-Lauf.

## Persönliche Bestleistungen
- 800 Meter: 2:00,28 min, 3. Mai 2025 in Fukuroi (japanischer Rekord)
- 1000 Meter: 2:40,23 min, 29. März 2025 in Nara (U20-Asienrekord)
- 1500 Meter: 4:14,02 min, 14. September 2024 in Hikone
- 3000 Meter: 8:59,74 min, 9. November 2024 in Yokohama